# اهمیتی نمی‌دهم که در تاریخ مانند بربرها ثبت شویم
ااهمیتی نمی‌دهم که در تاریخ مانند بربرها ثبت شویم (رومانیایی: Îmi este indiferent dacă în istorie vom intra ca barbari) فیلمی در ژانر کمدی-درام به کارگردانی رادو ژوده است که در سال ۲۰۱۸ منتشر شد.